# 盧楚
盧 楚（ろ そ、生年不詳 - 618年）は、隋代の人物。本貫は范陽郡涿県。

## 経歴
司空掾の盧景祚（盧弁・盧光の兄）の孫にあたる。若くして学問があったが、どもりがちで語り口は難解であった。大業年間、尚書右司郎となった。煬帝が江都に行幸すると、盧楚は東都に残ったが、不法を行う官僚を糾弾してやまず、遠慮会釈がなかった。
越王楊侗が皇帝を称すると、盧楚は内史令・左備身将軍・摂尚書左丞・右光禄大夫となり、涿郡公に封じられた。元文都とともに王世充の処断を謀議したが、その計画は王世充に察知された。王世充が起兵し、太陽門を攻撃した。武衛将軍の皇甫無逸が関を斬り抜けて脱出するよう、盧楚に同道を求めたが、盧楚は元文都に義理立てして、宮城を出ようとしなかった。王世充の兵が宮城に侵入すると、盧楚は太官署に立てこもった。兵に捕らえられて、王世充のもとに送られ、斬殺されて遺体はバラバラにされた。

## 伝記資料
- 『隋書』巻71 列伝第36
- 『北史』巻85 列伝第73